# Edda Seidl-Reiter
Edda Seidl-Reiter, née le 9 juin 1940 à Vienne et morte le 27 août 2022 est une artiste textile et peintre autrichienne. Elle se détache rapidement de la tapisserie traditionnelle et participe dès les années 1960 à de nombreuses expositions dans le monde. Engagée dans la défense des femmes artistes, elle est cofondatrice d'IntAkt (International Action Group of Female Artists).

## Biographie
Edda Seidl est née le 9 juin 1940 à Vienne. Elle fréquente l'Ecole textile de Vienne (de) sur la Spengergasse et obtient un diplôme de l'Académie des arts appliqués de Vienne en 1962. En 1967-1968, grâce à une bourse de quatre trimestres du British Council, elle se rend à Londres où elle étudie la sérigraphie à la Slade School of Fine Art, la tapisserie à la Central School of Art et la gravure à la St. Martin School of Art à Londres. Plus tard, en 1994, elle obtient une bourse pour étudier durant deux mois à New York,,.
En 1959, elle épouse le sculpteur Erwin Reiter. Ils ont deux filles, Beate et Rondine.
Edda Seidl-Reiter attache beaucoup d'importance au statut des femmes artistes. Elle cofonde IntAkt, un groupe d'action pour les femmes artistes, qui offre un espace et un cadre pour la présentation d'œuvres artistiques de femmes, de façon à leur donner plus d'opportunités de se faire connaître. Elle est aussi membre fondatrice de Soroptimist Club Rohrbacher Land et membre du National Museum of Women in the Arts de Washington.
Elle est également cofondatrice de la Galerie OÖ et de l'association artistique de Julbach, ville de sa seconde résidence. A Julbach, elle apprend la langue locale du Mühlviertel dont elle collectionne les expressions qu'elle publie dans Juiwegga Dudn.
Edda Seidl-Reiter vit et travaille à Vienne et en Haute-Autriche.
Elle meurt le 27 août 2022, à l'âge de 82 ans.

## Œuvre

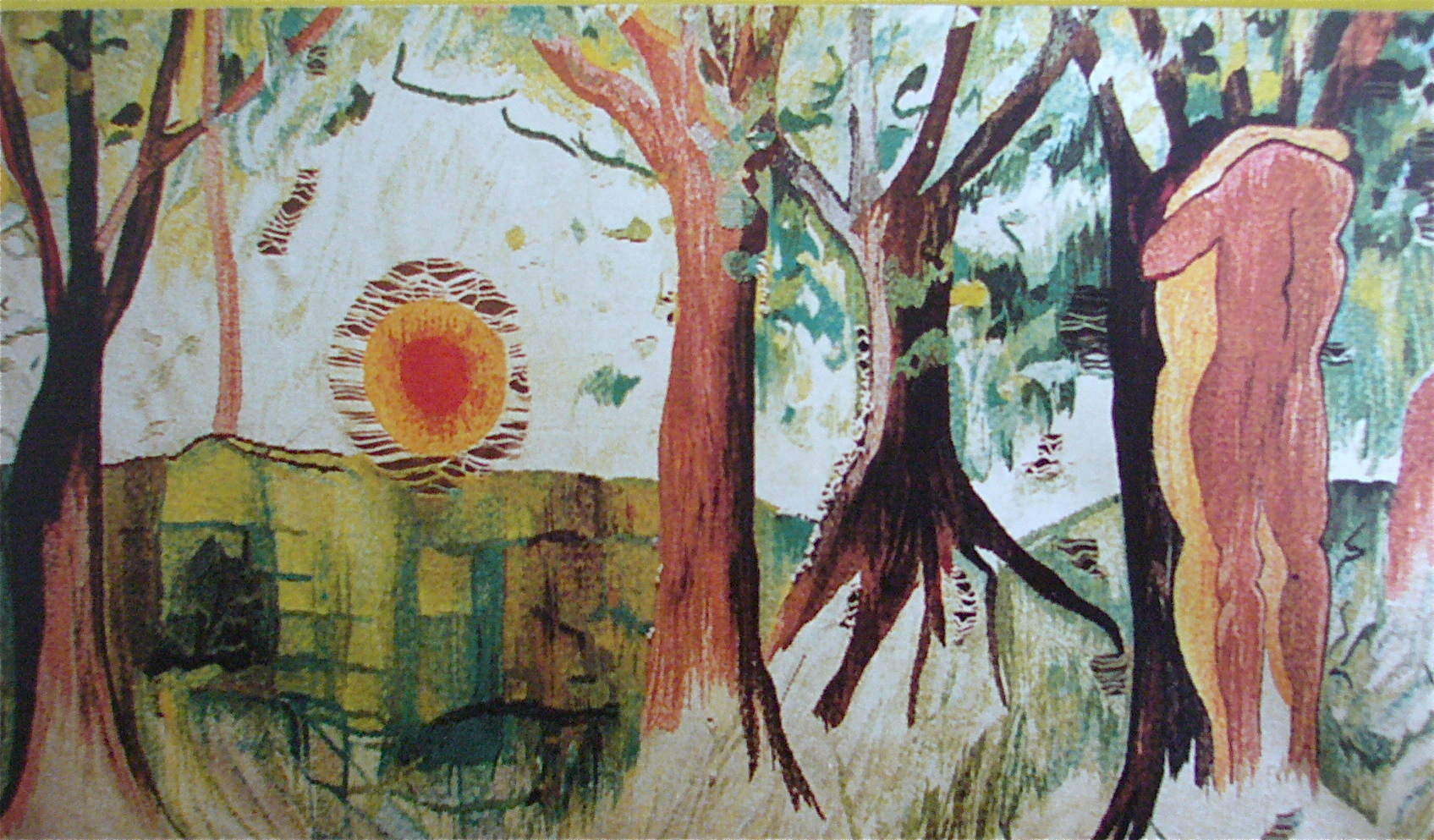
Tapis de mariage d'Edda Seidl-Reiter à l'état civil de Julbach

Edda Seidl-Reiter est une artiste polyvalente avec un goût arqué pour l'expérimentation. Elle est surtout connue pour son œuvre textile dans lequel elle développe son propre langage. Son travail va de la photobroderie à l'utilisation de feuilles de maïs dans les images, la création de bijoux et de vêtements, le tissage d'objets (par ex. une porte Biedermeier), et les tapis et tapisseries. En tapisserie, ses créations se caractérisent par les fils torsadés qui traversent toutes ses œuvres.
Elle aborde à plusieurs reprises des thèmes religieux chrétiens, comme le chemin de croix. « Au cours de leur vie, chacun fait face à des carrefours et à des carrefours. Le nœud peut servir de symbole, le fil fait un détour et émerge soudain sous une nouvelle forme. C'est la même chose avec la vie, qui se tisse dans un nouveau bonheur après un métissage ».
Son œuvre est multiforme, constituée essentiellement de grands formats. Très vite, elle rompt avec la tapisserie classique, en laissant apparaître les fils de chaîne et en ménageant des ouvertures dans ses tapisseries, puis, dans les années 1970, abandonne le traditionnel format rectangulaire, insère des éléments en bois et en métal, des objets de récupération et réalise ses premières sculptures textiles autoportantes.
A la fin des années 1970, elle fait des performances d'art textile dans l'espace public, ce qui fait d'elle une pionnière des campagnes actuelles de Yarn Bombing ou d'art urbain textile.
Elle conçoit des coussins de bataille pour adultes, comme moyen de réduire l'agressivité par l'art textile. Dans le 6e arrondissement de Vienne, elle installe un filet de végétalisation sur un mur coupe-feu comme lien entre l'art et la nature pour donner vie à la ville.
En 1979, elle réalise la tapisserie Hommage à Anton, inspirée de la symphonie numéro zéro, Die Nullte, d'Anton Bruckner.
En 2020, elle renoue avec la traditions des toiles de la Passion, traditionnellement peints, en réalisant une grande toile brodée (Jubilar Fastentuch) qui est suspendue dans le chœur de l'église de Jubilar.
Son installation textile Fairy Tales se trouve au siège des Nations unies à Vienne, le Tapis de mariage au bureau de l'état-civil de Julbach. D'autres œuvres se trouvent à la Fondation Toms Pauli, au Museum Moderner Kunst de Passau, au Savaria Múzeum à Szombathely, à la Bank of America à San Francisco, etc. et dans de nombreuses collections privées.

## Expositions
Edda Seidl-Reiter expose depuis l'âge de 21 ans en Autriche et à l'étranger : Belgique, Brésil, Allemagne, France, Italie, Japon, Pologne, Suède, Suisse, Slovaquie, République Tchèque, Hongrie et États-Unis.
- 1961 : Biennale de Sao Paulo. Elle expose un tapis tissé de 1,20 x 1,70 mètre[6]
- 1965 : 2e Biennale internationale de tapisserie, Lausanne[15]
- 1967 : 3e Biennale internationale de tapisserie, Lausanne[15]
- 1969 : 4e Biennale internationale de tapisserie, Lausanne[15]
- 1978 : 3e triennale textile de Lodz[16]

- 2000 : Viaggio nell'urbano avec Erwin Reiter, Musée Casabianca, Malo[17]
- 2010 : L'Edda c'est moi, Künstlerhaus k/haus Galerie, Vienne[18]
- 2018 : Capella Magica Edda Seidl-Reiter, Galerie Kunstforum Salzkammergut, Gmunden[19]

## Prix et bourses
- 1977 : Prix Theodor Körner[3]
- 1992 : Médaille d'or du Wiener Künstlerhaus[20]
- 2010 : Médaille de la culture de l'État de Haute-Autriche
- 2010 : Laurier d'or du Wiener Künstlerhaus[3]

## Publications
- Alles ist Weben. Tapisserien, Ideen, Objekte und Projekte 1957–1987, Vienne, Böhlau, 1988,  (ISBN 3-205-05080-0)
- Juiwegga Dudn. . Das Mühlviertel in seiner Sprach, Weitra, Bibliothek der Provinz, 2002,  (ISBN 3-85252-499-7)
- Viaggio Nell'Urbano, Linz, Grenzgänger, 2000,  (ISBN 3-901246-21-5)